# (36371) 2000 OA16
2000 OA16 (asteroide 36371) é um asteroide da cintura principal. Possui uma excentricidade de 0.15576580 e uma inclinação de 5.56431º.
Este asteroide foi descoberto no dia 23 de julho de 2000 por LINEAR em Socorro.